# Prostaatspecifiek antigeen
Het prostaatspecifiek antigeen (bekend als PSA) is een glycoproteïne die behoort tot de kallikreïne-familie van proteases.
De functie van PSA is dat het eiwitten kan afbreken en hiermee zorgt voor vervloeiing van sperma. Alhoewel het in eerste instantie was beschreven als een stof die specifiek is voor de prostaat blijkt het ook door andere organen te kunnen worden uitgescheiden, zoals door speeksel- en melkklieren.
Omdat bij patiënten met prostaatkanker de totale PSA-concentratie in het bloed hoger is, is PSA een geschikte test om de respons op therapie bij een patiënt te voorspellen. 
Om de diagnose prostaatkanker te stellen zijn vaak aanvullende testen nodig zoals rectaal toucher en ultrageluidmetingen (echografie) of een biopsie. Als bij een rectaal toucher een vergrote prostaat wordt opgemerkt hoeft dit niet te betekenen dat iemand prostaatkanker heeft. Er kan sprake zijn van een goedaardige vergroting van de prostaat. Een meting van PSA kan helpen bij de diagnose omdat is gebleken dat zowel gezonde als zieke prostaten PSA produceren maar de hoeveelheden en het soort PSA dat gemaakt wordt kan verschillen. 

## Interpretatie
De interpretatie van de PSA-uitslag is niet eenvoudig want met de leeftijd neemt het PSA-gehalte in het bloed toe, zonder dat er sprake hoeft te zijn van enige afwijking aan de prostaat. Bovendien is niet bij alle vormen van prostaatkanker de PSA-waarde verhoogd. Bij een ontsteking van de prostaat, prostatitis, is er ook een verhoogde totale PSA waarde in het bloed. De waarde van de uitslag moet dan ook altijd samen met voorafgaande metingen of met ander (beeldvormend) onderzoek worden geïnterpreteerd. 
Over het algemeen wordt een totale PSA van < 4 µg/l beschouwd als geen afwijking aan de prostaat. Tussen de 4 µg/l en 10 µg/l wordt vaak een aanvullende test gedaan. Hierin wordt het vrij PSA gemeten. PSA is deels gebonden aan grote moleculen en door de verhouding vrij en totaal (gebonden + vrij) te berekenen, kan beter voorspeld worden of er een verhoogd risico is op prostaatkanker. Is de verhouding verschoven naar minder vrij PSA dan is het risico op prostaatkanker verhoogd. Vaak wordt dan met behulp van echo of een biopsie de prostaat nader onderzocht.